# Canoa alto corso

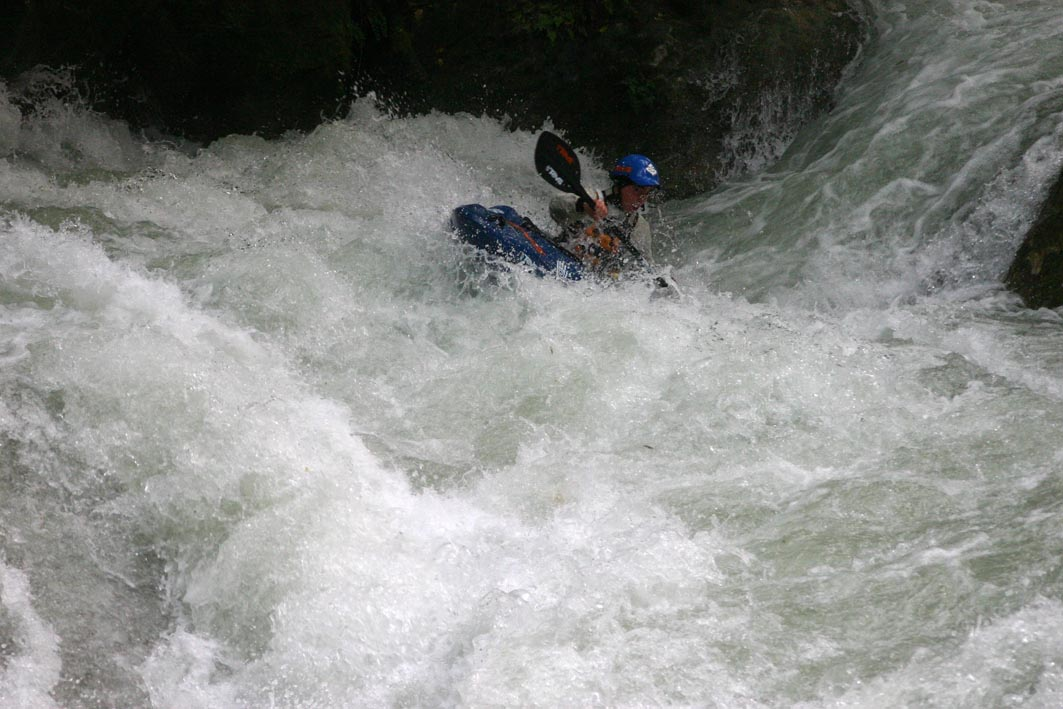
Gara Alto Corso sul fiume Marmore 27-10-2007

La canoa d'alto corso è una specialità sportiva della canoa da discesa che prevede la navigazione di torrenti e fiumi di montagna che presentano difficoltà medio/alte o elevate. Questo tipo di navigazione può comportare notevoli rischi ed è quindi necessario avere un'adeguata preparazione tecnica e fisica, disporre dell'attrezzatura necessaria e osservare alcune norme di sicurezza.

## Difficoltà
La difficoltà di percorrenza di un corso d'acqua dipende dalla presenza e dalla tipologia di ostacoli, dalla complessità delle traiettorie e dai volumi di acqua, ed è stata codificata dall'International Canoe Federation nella scala WW che vi ascrive sei livelli progressivi di difficoltà indicati come gradi.
Al I grado corrispondono tratti di fiumi o torrenti caratterizzati da onde piccole e regolari e dalla presenza di ostacoli facili e prevedibili. Il grado più elevato è il VI, cui corrispondono difficoltà molto elevate e tratti difficilmente praticabili e al limite della navigabilità.

## Norme di sicurezza
Data la particolare conformazione dell'ambiente fluviale, è estremamente consigliabile formare gruppi da un minimo di due o tre persone, e percorrere tratti che già si conoscono. In alternativa, valutare la possibilità di sbarcare all'inizio di ogni rapida per ispezionare il percorso, valutarne i rischi e conoscere le principali vie di recupero e i tratti non navigabili.

## Attrezzatura

### Abbigliamento
L'attrezzatura obbligatoria per la canoa d'alto corso consiste in: caschetto, giubbotto salvagente, gonnellino paraspruzzi (un dispositivo che serve a sigillare il pozzetto dell'imbarcazione per evitare di imbarcare acqua durante la navigazione), giacca d'acqua, muta o pantaloni fluviali, calzari in neoprene o scarpe apposite con suola aderente.

### Materiali di sicurezza
Oltre a quanto necessario per la propria sicurezza e il proprio comfort, l'abbigliamento, un'uscita in fiume necessita anche di adeguato equipaggiamento da utilizzare in caso di soccorso, proprio e dei compagni. Alcuni esempi di ciò che va portato con sé: corda da lancio, coltello, fettuccia ad alta resistenza, moschettoni, meglio se con chiusura a ghiera, alcune cordelle, un telefono cellulare in una busta a tenuta stagna, fischietto, kit di pronto soccorso con cerotti, garza e telo termico.

### Il mezzo
I kayak d'acqua mossa sono generalmente costruiti in polietilene, con equipaggiamento interno costituito da longheroni di metallo ed elementi in plastica. Seduta e puntapiedi sono generalmente pienamente regolabili, per adattarsi al fisico e alla corporatura del canoista. La lunghezza dell'imbarcazione da torrente è generalmente inferiore ai 3 metri, e il volume della stessa è descritto in litri o galloni.

### La pagaia
La pagaia è il principale mezzo propulsivo per la conduzione del kayak. Consiste di un manico e due pale, o foglie. Per l'utilizzo in fiumi d'alto corso si tende a preferire pagaie composte di plastica e alluminio per le loro caratteristiche di robustezza, oppure fibra di carbonio o vetro per le loro caratteristiche di rigidità ed efficienza nella distribuzione della potenza. Le pale sono tra loro sfasate di 30° o 45°.

## Tecniche di conduzione in acqua mossa

### Posizione di base
Posizione che si assume sulla canoa in condizione di riposo o di preparazione all'azione.

### Tecniche di pagaiata

#### Pagaiata in avanti
È l'azione alternata delle pale della pagaia in acqua che permette lo spostamento dell'imbarcazione in avanti in linea retta.

#### Pagaiata all'indietro
È l'azione della pagaia che permette all'imbarcazione di avanzare all'indietro in linea retta.

#### Pagaiata circolare avanti
Ampia traiettoria che si disegna con la pala nell'acqua per ruotare la punta della barca verso il lato opposto alla pagaiata.

### Eskimo e appoggi

#### Eskimo
L'eskimo è una manovra che permette al canoista di far tornare un kayak precedentemente ribaltato in posizione corretta, il tutto senza dover uscire dal natante.

## Principali associazioni amatoriali italiane

### I canoa club
Diversi sono i circoli di appassionati in tutta la penisola, tra questi
Canoa Club Milano,
Kayak Team Turbigo,
Roma Kayak Mundi,
Canoa Club Bologna, Canoa Club Aquasport Santerno Imola,
Canoa Club Novara,
Canoa Club Cagnacci Bagnati,
Brianza Tour,
I Fradici,
4P kanu group,
Canoa Fluviale Martesana (CFM),
Canoa club Reggio Emilia,
Canoa Club Sacile, AlpiKayak, Kayak Sarnico.